# グローバルピースフェスティバル
グローバルピースフェスティバル（Global Peace Festival: 略GPF）は統一教会の創設者である文鮮明の三男である文顯進により創設された。2008年までは文鮮明によって創設された天宙平和連合の事業として開催され、統一教会の幹部なども参加していた。2008年には統一教会員を中心に日本で5万人の大会を開催した。2009年にGPF財団が米国で設立されてグローバルピースフェスティバルの名前とロゴの登録商標を管理するようになった。このイベントは人種、宗教、国籍、文化の壁を越えた共通のアイデンティティ“One Family Under God（ワンファミリーアンダーゴッド）”のビジョンを啓蒙。文化や宗教を超えた協力関係の構築、結婚と家庭の価値の再認識、平和と奉仕の文化の拡大を目指したプログラムを推進し、その成果を祝賀するフェスティバルを開催する。また、グローバルピース指導者会議、グローバルピース総会（コンベンション）、シンポジウムなどを開催し、各界リーダーが平和に向けて討議し、成功事例を共有する場を提供。
2007年、国連経済社会理事会の特別諮問資格を持つNGOのUniversal Peace Federation（UPF）のプログラムとしてGPFは発足し、当時のUPFの共同議長であった文顯進氏のリーダーシップのもと約30の国と地域でフェスティバルが開催された。2009年、GPFの運動理念に特化するためにグローバルピースフェスティバル財団（Global Peace Festival Foundation: 略GPFF）を発足。文顯進氏は創設者であり財団議長。現在に至るまでGPF運動発展のパートナーシップを拡大している。
2009年に文顯進氏がGPFFを設立した際、UPFとは組織が目指すビジョンや方向性について意見の相違があったことがGPFF設立の理由となっており、それ以降の活動はUPFとは無関係に行なわれるようになった。GPFFは現在、グローバルピースファウンデーション（Global Peace Foundation: 略GPF）と名称を変更している。以下の「ビジョン」「3つの視点」、そして2009年以降の活動内容は、UPFと別れた後のGPFのものである。

## ビジョン
ワンファミリーアンダーゴッド（One Family Under God）

## 3つの視点
1. 文化や宗教を超えた協力関係の構築
「違い」を容認しあう相互理解から、共通のアイデンティティにもとづく協力関係を強調。
2. 家庭の価値の再認識
社会の最小単位は家庭であり、家庭は愛と平和を学ぶ学校。家庭の価値の再認識を強調。
3. 奉仕の文化の拡大
平和の文化を形成するには、奉仕の文化が必要。個人や組織が社会的責任を意識した行動を取り、他者に貢献できる文化を拡大。

## 活動
2009年12月、グローバルピース総会をフィリピン共和国マニラ市で開催。フィリピン人の建築家であるパラ・フォックス氏が実行委員長を務めた。総会内でミンダナオ島で展開する平和プロジェクトが紹介された。総会参加者はミンダナオ北部のラナオ・デル・ノルテ州を訪問。地元教育省が主宰するピースビレッジを訪問後、シビックセンターで開催されたグローバルピースフェスティバルに参加した。
2010年9月30日〜10月2日、ネパール・カトマンズ市で、ネパール商工会議所連盟との共催でグローバルピース指導者会議とグローバルピースフェスティバルを開催。宗教指導者が集まり平和の水セレモニーを挙行。全ての政党指導者が集い平和宣言を発表。数多くの民族舞踊が披露された。グローバルピースフェスティバルのプログラムはアベニューズTVで生放送された。
2010年10月15日〜18日、インドネシア・ジャカルタ市で、6千万人以上の会員をもつインドネシア最大のイスラム社会団体ナフダトゥル・ウラマー（NU）との共催で2010年にグローバルピース指導者会議とグローバルピースフェスティバルを開催。グローバルピース指導者会議では、ブディオノ・インドネシア副大統領とサイド・アキル・シラジ師（NU総裁）が挨拶した。
2010年10月20日〜22日、パラグアイ・アスンシオン市で、グローバルピース指導者会議とグローバルピースフェスティバルを開催。フェデリコ・フランコ副大統領がグローバルピース指導者会議でスピーチした。
2010年11月17日〜20日、ケニア・ナイロビ市で、グロバールピース総会が開催。開会式には、ムワイ・キバキ大統領、ライラ・オディンガ首相、カロンゾ・ムスヨカ副大統領、エチオピアのギルマ・ウォルドギオルギス・ルチャ大統領などが参加。ケニアを代表する企業家マヌ・チャンダリアがGPF運動を支援している。
2011年11月28日〜30日、韓国・ソウル市で、グロバールピース総会が外交通商省、統一部が後援して開催。韓国最大の仏教団体・曹渓宗の代表者が参加。
マレーシアで発足したパワーオブ10センは、毎日、小さなお金をサポートすることで、すべての人は”私の家族”という意識を広めるプログラム。インドネシアはではパワーオブルピア、モンゴルではパワーオブ10トゥグルグ、フィリピンではパワーオブユァン、韓国ではパワーオブ1000ウォン、ネパールではパワーオブ1ルピーとして展開。パワーオブ10センはマレーシアのアニメーション番組『ウピンとイピン』のストーリーでも採用。GPFマレーシアの議長であるタンスリ・ザレハ・イズマエル（統一省元大臣）のキャラクターが本人の声で登場した。

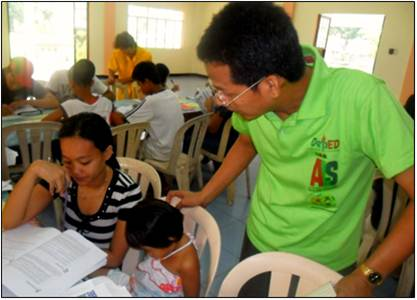
GlobALSプログラム(フィリピン)

フィリピンで、GPFFフィリピンが教育省の代替学習システム（Alternative Learning System）をGlobALSというプログラム名で支援。公教育をドロップアウトした人たちが初等・中等教育の卒業資格を取得し、生活向上に役立つ機会を提供。

## グローバルリーダーシップ評議会
GPFのグローバル・リーダーシップ評議会は、”ワンファミリーアンダーゴッド”のビジョンに賛同し、国際的に活躍する各分野のリーダーによって構成。文化や宗教を超えた協力関係の構築、結婚と家庭の価値の再認識、平和と奉仕の文化の拡大を目指したプログラムの発展のために、戦略企画、資源開発、評価などの役割を担う。

### グローバルリーダーシップ評議会メンバー
- 文顯進博士 - グローバル・ピース・フェスティバル財団創設者・議長（アメリカ）
- ロバート・シューラー博士 - 伝道師・作家（アメリカ）
- サイド・アキル・シラジ師 - ナフダトゥル・ウラマー（NU）総裁（インドネシア）
- マノエル・フェレイラ師 - ブラジル連邦共和国・国会議員 アッセンブリーズ・オブ・ゴッド教会・司教
- マーカンデイ・ライ博士 - 国連ハビタット・グローバル議員・議長（ケニア）
- ジェームス・マンチャム卿 - セーシェル共和国・初代大統領
- ホセ・デベネシア - フィリピン共和国・前下院議長
- リリアン・サマニエゴ - パラグアイ共和国・上院議員
- ソン・ヨンスン - 大韓民国・国会議員
- ダグラス・ジョンソン博士 - 国際宗教外交センター会長（アメリカ）
- エヴァ・ラサム博士 - 人権ティーチング・インターナショナル会長（オランダ）
- オスカー・アルバレズ・アラヤ - コスタリカ共和国・元大使